# Hans Beck (balletmester)
 Der er flere personer med dette navn, se Hans Beck.
Hans Johannes Christian Beck (31. maj 1861 i Haderslev – 9. juni 1952 på Frederiksberg) var en dansk solodanser og kgl. dansk balletmester.
Fra 1894 til 1915 var han chef for Den Kongelige Ballet.
Han blev Ridder af Dannebrog 1899, Dannebrogsmand 1915. 1949 modtog han Ingenio et arti.
Beck er begravet på Vestre Kirkegård i København.